# كارل مادسن (سياسي)
كارل مادسن هو نقابي وسياسي دنماركي، ولد في 17 نوفمبر 1862، وتوفي في 27 مايو 1944. نشط حزبياً في الحزب الاشتراكي الديمقراطي.